# Geografía de Concepción

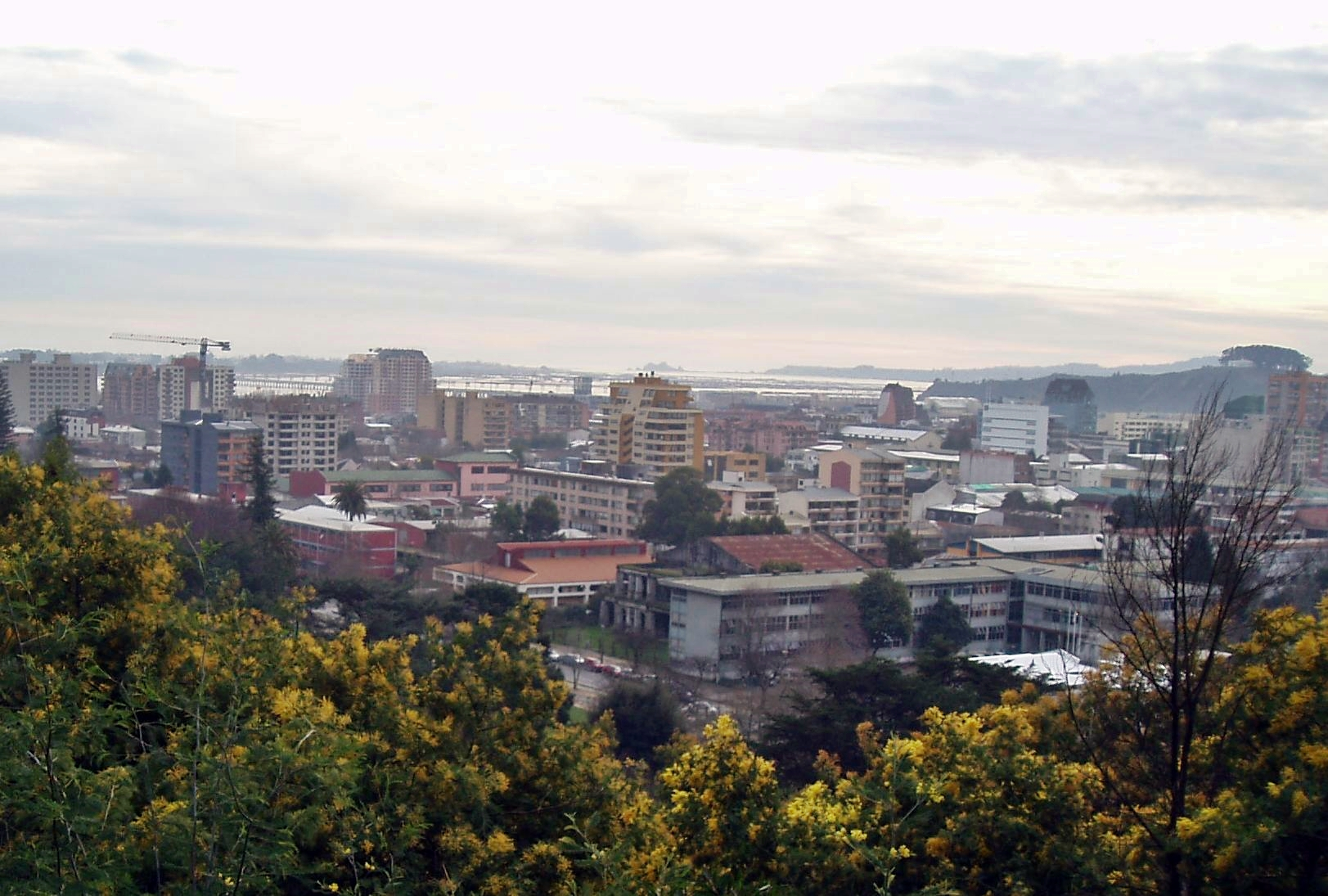
Vista de Concepción desde el Cerro Caracol.

La geografía de Concepción, ciudad de Chile, está marcada por el Valle de la Mocha, donde se asienta actualmente la ciudad, ubicada a los pies de la Cordillera de la Costa, y el Río BioBío, en la costa de Concepción.
Concepción está ubicada en el hemisferio sur de América, a 36º 46' 22" S de latitud y 73º 03' 47" O de longitud, con una elevación promedio cercana a los 12 m s. n. m.

## Relieve y Geomorfología
La ciudad se encuentra entre las planicies litorales y la depresión intermedia chilenas, a los pies de la Cordillera de la Costa.
Esto hace que la ciudad tenga, de por sí, una geomorfología irregular, con muchos hitos geográficos, como colinas y depresiones.
Los cerros más conocidos e importantes son el Caracol, que, ubicado al lado del Parque Ecuador, es el más alto de la ciudad, con 265 m s. n. m., seguido por el Manzano, el Chepe, el Cerro Lo Galindo, el Cerro La Pólvora y el Cerro Amarillo (véase tabla).
Concepción está en el Valle de la Mocha. Este se asienta sobre suelos rocosos que se encuentran bajo terrenos arcillosos.

## Flora y Áreas Verdes
Concepción se enmarca dentro de un entorno característico del sur del país, con una flora muy variada. Es por ello que la ciudad tiene muchas áreas verdes y bosques.
De hecho, los datos indican que Concepción tiene cerca de 212 hectáreas de áreas verdes, las que se descomponen en su mayoría en parques urbanos, junto con plazas, plazoletas y lagunas. Entre las últimas destacan la Laguna Redonda, una de las más conocidas en la ciudad, y las lagunas Las Tres Pascualas, Lo Méndez, Lo Galindo, Lo Custodio y La Escondida. Todas estas son verdaderos parques recreativos, con abundante flora.
Entre los parques destacan el Ecuador, el Costanera y el futuro Parque Central, todos ellos de gran extensión.
Fitogeográficamente, Concepción se encuentra en un paisaje propio de las cuencas fluviomarinas, con bosques esclerófilos secundarios.

## Clima

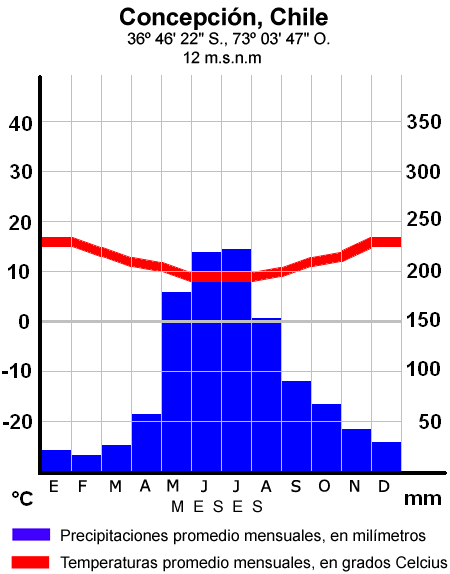
Climograma de Concepción.

A grandes rasgos, el clima de Concepción es templado marítimo con influencia mediterránea. Su temperatura media anual es de 9,1 °C, y la máxima anual llega comúnmente circundando a los 20 °C. La promedio en verano es de 17 °C, mientras que en invierno se llega a una media de 8 °C.
Considerando la latitud de la ciudad, las oscilaciones térmicas de esta son moderadas. Esto se debe a la cercanía de Concepción con el Océano Pacífico.
Las precipitaciones en la ciudad se presentan, en su mayoría, por medio de agua lluvia. El resto corresponde a granizo. El período entre mayo y agosto corresponde al de mayor nivel de agua caída. Durante el año caen 1.110 milímetros promedio. Esto hace que la humedad relativa promedio de Concepción llegue a un 66,5%.

## Hidrografía
La ciudad es colindada y determinada hidrográficamente por dos ríos: el Biobío al oeste y el Andalién al norte.
Además Concepción es cruzado por el Estero Nonguén, que se encuentra en el valle y sector homónimo.
El Río Biobío, determinante corriente hidrográfica penquista, ha sufrido, en el transcurso de miles de años, cambios en la dirección de su caudal. Esto se traduce en que existen sectores del actual Concepción por donde antiguamente pasaban brazos del río, o en su defecto, el río en sí. Generalmente son estos sectores los más afectados cuando la ciudad sufre inundaciones, y se ha detectado que, cuando el río se desborda, inunda prioritariamente a los sectores antes mencionados.

## Límites comunales
A lo largo de su historia, Concepción ha sufrido múltiples cambio en su forma y límites. 
Durante el proceso de regionalización, en 1976 se le anexa a Concepción el suroriente de la comuna de Talcahuano, una parte importante del sector sur de Penco y parte de Coronel, al unirse a Concepción la Villa San Pedro y Lomas Coloradas, pertenecientes a esa comuna hasta ese entonces.
Los límites fijados fueron, al norte, Hualqui y Coronel, y al oeste, el Océano Pacífico.
En 1996 la ciudad de Concepción fue dividida, creándose las comunas de Chiguayante y San Pedro de la Paz, siendo modificados nuevamente sus límites.
Actualmente Concepción limita al norte con Hualpén, Talcahuano y Penco, al sur con Hualqui y Chiguayante, al este con Florida y al oeste con San Pedro de la Paz.
Los hitos más importantes en estos límites son:
- Al norte:
  - Puente Juan Pablo II, Hualpén-Concepción.
  - Avenida Jorge Alessandri, hasta Trébol de Ferbio, en el límite Hualpén-Concepción, y desde Trébol de Ferbio hasta la rotonda de acceso al Aeropuerto Internacional Carriel Sur, en el límite Talcahuano-Concepción.
  - Límite intercomunal Talcahuano-Concepción, hasta el Río Andalién, y desde este el Límite intercomunal Penco-Concepción.
- Al sur:
  - Límite intercomunal Hualqui-Concepción.
  - Calle Sanders, y toda su prolongación hasta el eje del Río Biobío, Chiguayante-Concepción.
  - Límite intercomunal Chiguayante-Concepción.
- Al este:
  - Límite intercomunal Florida-Concepción.
- Al oeste:
  - Río Biobío, desde la prolongación de Calle Sanders hasta el eje del Puente Juan Pablo II, San Pedro de la Paz-Concepción.